# Kościół św. Mikołaja w Szczecinie (Śmierdnica)
Kościół św. Mikołaja – gotycki kościół, który znajdował się w Śmierdnicy (od 1972 roku część Szczecina) przy dzisiejszej ul. Nauczycielskiej. Zniszczony podczas II wojny światowej.

## Historia
Kościół został wzniesiony w 2. połowie XV wieku. Po raz pierwszy odnotowany jest w źródłach w 1492 roku jako filia kościoła w Płoni. Była to murowana, wzniesiona z kamienia i cegły jednosalowa budowla bez wyodrębnionego prezbiterium, zbudowana na planie prostokąta o wymiarach 14×9,4 m. W XVIII wieku do zachodniej elewacji dostawiono drewnianą wieżę. Wnętrza kościoła nakryte było nagim stropem belkowym. Znajdowały się w nim ołtarz z 1599 roku, empora organowa, stalle z 1574 roku, chrzcielnica z misą z 1665 roku, dwie gotyckie rzeźby przedstawiające Matkę Boską z dzieciątkiem i XIX-wieczny świecznik korpusowy. We wschodniej ścianie znajdowała się pomalowana czerwoną farbą nisza z sakramentarium, zamykanym drzwiczkami z ozdobnym okuciem z krzyżem i gotycką rozetą. Na kościelnej wieży zawieszone były dwa dzwony o wadze 301 i 85 kg. Do świątyni przylegał cmentarz.
Kościół został poważnie uszkodzony w czasie II wojny światowej, po jej zakończeniu pozostały z niego tylko ściany i część dachu. Wnętrze pozbawione było już zabytkowego wyposażenia, a dzwony prawdopodobnie jeszcze w trakcie działań wojennych zdjęto i przetopiono na potrzeby wojska. Po 1945 roku budowla popadła w ruinę. Zachowała się jedynie mocno zniszczona ściana południowa i resztki północno-zachodniego narożnika.